# Fred Brown (calciatore)
Fred Brown, all'anagrafe Frederick Brown (Leyton, 6 dicembre 1931 – Surrey, novembre 2013) è stato un calciatore inglese, di ruolo portiere.

## Carriera
Dopo aver giocato nei semiprofessionisti londinesi del Leytonstone tra il 1952 ed il 1955 ha giocato complessivamente 108 partite nella terza divisione inglese con l'Aldershot; tra il 1955 ed il 1958 ha invece giocato in prima divisione con il West Bromwich, per complessive 11 presenze (una presenza nella stagione 1955-1956, 4 presenze nella stagione 1956-1957 e 6 presenze nella stagione 1957-1958). Si è quindi trasferito al Portsmouth, con cui tra il 1958 ed il 1960 ha giocato in totale 18 partite (16 partite in prima divisione nella stagione 1958-1959 e 2 partite in seconda divisione nella stagione 1959-1960). Successivamente ha giocato fino al ritiro con vari club semiprofessionistici.
In carriera ha giocato complessivamente 137 partite nei campionati della Football League.